# 蘇美爾遊戲
《蘇美爾遊戲》（英语：Carnegie Tech Management Game）是款以資源管理為中心的文字式戰略遊戲，由當時的小學教師梅布爾·阿迪斯設計和編寫劇本，程式員威廉·麥凱則使用编程语言Fortran為分時大型電腦IBM 7090編寫程式。遊戲由三節組成，以公元前3500年蘇美爾拉格什為背景，玩家扮演該城邦的三任統治者，在每節分配勞動力和糧食，同時適應之前作出的決定、隨機事件、技術創新帶來的影響。每節遊戲的難度和複雜程度均會提高。
《蘇美爾遊戲》源於紐約州西徹斯特郡合作教育服務委員會與IBM在1964年至1966年的合作研究項目，旨在調查在學校使用模擬遊戲協助教學的可行性。遊戲首個版本在1964年供30名六年級學生試玩；阿迪斯重新調整遊戲玩法並強化敘事和視聽元素後，於1966年把第二版本交給另一批學生遊玩。然而，1967年項目結束後委員會卻未能取得後續撥款進一步擴展，導致遊戲落入IBM手上，而IBM也未有意圖把它應用於未來教育倡議上。到了1968年，數位設備公司員工道格·戴門特重新建立首節遊戲，稱其為《蘇美爾之王》。1971年，同屬數位設備公司的大衛·阿爾根據戴門特的版本，把遊戲擴充並更名為《漢摩拉比》，這又促使許多早期戰略和城市建設遊戲誕生。《蘇美爾遊戲》是首款帶有敘事的電子遊戲，也是首款寓教於樂的作品，身為遊戲設計者的阿迪斯也因而被稱作首位女性電子遊戲設計師和首位遊戲編劇。

## 玩法

一名學生正在電傳打字機前遊玩遊戲，後方是幻燈片投影機投射出來的圖像

《蘇美爾遊戲》是款以資源管理為中心的文字式戰略遊戲，背景設定於公元前3500年左右，玩家扮演蘇美爾拉格什三任統治者——拉格什一世、拉格什二世、拉格什三世，並進行三部分日漸複雜的經濟模擬活動。遊戲提供兩個版本，但兩者都是供學生在教室內遊玩，當中一人須輸入命令至電傳打字機，後者則會從大型计算机輸出反應。遊戲第二個版本強化了文本的叙事成分，並穿插包含國王內閣和新聞公告等模擬討論的錄音，與幻燈片投影機上的圖像互相對應。在這兩個版本中，玩家均須輸入數字以回答遊戲提出的問題。
在遊戲的第一部分，玩家須在若干回合內儲存糧食（第二個版本則限制為30個回合），期間玩家會獲得有關當前人口、農田面積、農民數量、當前回合穀物收穫量等資訊。首回合從公元前3500年開始，年份旨在顯示季節更迭，玩家須決定把多少糧食供食用、種植、儲存。作出選擇後，遊戲會計算玩家選擇對下一輪人口的影響。此外，每一輪結束後，遊戲會選擇是否報告隨機事件，例如城市遭受火災或洪水等隨機災難導致人口和收成驟降，又或者一定數量的糧食因腐爛和鼠患而損失。遊戲亦可能會報告對後續回合產生正面影響的技術創新，例如減少可能變質的穀物數量或減少每英畝土地所需的農民數量。當中有些技術創新要求玩家首先「表現出良好判斷力」，例如在多個回合中確保人民得到溫飽。
在遊戲的第二和第三部分，不論玩家在前段中的表現如何，城市的人口和糧食會被調整到預設水平，以表示當前回合自前任統治者的糧食管理政策以來已經過去一段時間。玩家須再度遊玩若干回合。在第二部分中，玩家可以指派工人發展多種工藝，帶來技術創新；在第三部分中，遊戲增設貿易和擴張選項，使經濟模擬變得更為複雜。遊戲原始版本的第二和第三部分屬於第一部分的延伸，除了既有的糧食管理外，還增添了一些選項。而在第二個版本中，遊戲著重第二部分，限制為10個回合，玩家不再需要為糧食分配作出選擇，只需決定指派工人務農或發展手工藝。第三部分沒有改變，但曾經打算要麼取消糧食分配選擇，增加更多關於貿易、殖民、戰爭的選項，要麼使這部分成為前兩個部分的組合。

## 開發
1962年，紐約州西徹斯特郡合作教育服務委員會（BOCES）與IBM的研究人員就教育研究中應用電腦一事展開連串討論。BOCES系統由紐約州議會授權成立，目的是幫助鄉村學區集中資源:225-227。西徹斯特BOCES負責人諾貝爾·吉維登（Noble Gividen）認為，電腦以及大學使用的《卡內基技術管理遊戲》等電腦模擬遊戲有助改善西徹斯特小型學區的教育成果:225-227。同年6月，BOCES和IBM舉辦聯合研討會，由IBM的布魯斯·蒙克利夫和詹姆斯·迪寧以及BOCES課程研究協調員理查德·溫博士領導，十位來自西徹斯特的教師參加，討論在課程中使用模擬遊戲的方法:225-227。根據研討會的結果，BOCES在同年12月向美國教育局申請9.6萬美元（相當於2021年約86萬美元）撥款，以繼續研究該概念18個月，最終在「1948合作研究項目」中獲得近104,000美元（相當於2021年約93.2萬美元）資助:225-227。
1963年2月，項目於溫博士的指導下開始，他也向9位教師徵集提案:225-227。卡托納小學四年级教師梅布爾·阿迪斯針對蒙克利夫在夏季研討會上提出的想法並加以擴展，她建議設立一個文明的經濟模型用來教授基礎經濟理論:225-227。蒙克利夫受到先前研究的啟發，特別是理查德·內爾的論文《通過參與社會組織的微觀模擬進行教學》和圖版遊戲《地產大亨》，並想以古代蘇美爾文明為背景，原因在於即使有證據表明這些古文明對早期歷史很重要，但他認為學校課程忽視前希臘文明的趨勢卻漸漸增強，故以此舉作反擊。曾經在大學研究過美索不達米亞文明的阿迪斯也同意蒙克利夫關於學校低估前希臘文明的觀點:225-227。阿迪斯的提議獲得批准，隨後她開始與IBM程序員威廉·麥凱合作開發遊戲:225-227。
《蘇美爾遊戲》由阿迪斯設計和編寫，麥凱則使用编程语言Fortran為分時大型電腦IBM 7090。與許多早期大型電腦遊戲一樣，它只在一台電腦上運行。玩家須透過IBM 1050電傳打字機輸入命令，電腦也會經電傳打字機打印結果。期間，研究人員與30名六年級學生進行了一場遊戲。「1948年合作研究項目」於1964年8月結束，後來相關人員在1965年向教育局提交有關項目成果的報告，列出八個建議「子項目」，《蘇美爾遊戲》位列其中，它更是名單內唯一一款遊戲。項目結束兩週後，新的「2148合作研究項目」展開，政府又撥出兩筆總計超過19.4萬美元（相當於2021年約170萬美元）的款項，重點關注第一個項目在遊戲方面的進展，並持續至1967年:225-227。這個項目創建了三款遊戲，分別是《塞拉利昂遊戲》，《自由企業遊戲》，以及《蘇美爾遊戲》擴展包。1966年夏天，阿迪斯重寫並擴展了遊戲，增添顧問向玩家報告城市事件的情節以強化敘事流程，把遊戲第二部分重新聚焦於全新概念上，並在其中穿插與幻燈片投影機圖像互相對應的錄音。遊戲這種設計後來被形容為首個劇情畫面。研究人員在下一學年與另外30名六年級學生進行新版遊戲測試，並於1967年編寫相關報告。

## 影響
《蘇美爾遊戲》第二版本開發完成後，社會關係學研究生吉默·倫納德為IBM 1401重新編寫遊戲第一部分，並在紐約州約克鎮高地BOCES研究中心的終端上演示。1966年，《時代》和《生活》兩本雜誌均提及「合作研究項目」。然而，當第二個項目於1967年結束後，BOCES未有獲得資金來進一步擴展項目。根據BOCES與IBM訂立的協議，這三款遊戲最終成為IBM的財產，而IBM也未有嘗試把它們用於未來教育倡議上。
1968年，數位設備公司員工道格·戴門特在發表關於電腦教育的演講。講座結束後，一位曾經看過《蘇美爾遊戲》的女士向他描述了這款作品。戴門特決定重新創建這款遊戲，視它為公司最近開發的程式語言FOCAL早期程序，並為公司推出的PDP-8編寫程式，他又把成品稱作《蘇美爾之王》。由於遊戲需要在電腦最小內存配置下運行，他只重製了遊戲第一部分:239。他還把城市統治者更換為更著名的巴比倫國王汉谟拉比，但錯寫成「Hamurabi」:239。戴門特的作品有時會被更名為《蘇美爾遊戲》，證明它在程式設計界很受歡迎。科幻作家傑里·波奈爾在1989年回憶道：「我認識的人中有一半在1970年代編寫了漢摩拉比程序。對許多人而言，這是他們一生中首個編寫的程序。」
1971年左右，數位設備公司員工大衛·阿爾根據戴門特的《蘇美爾遊戲》，利用程式語言BASIC創作了另一版本。有別於FOCAL，BASIC不僅可以在大型電腦和迷你電腦上運行，還可以在個人電腦（當時稱為微型计算机）上運行，使其成為更流行的程式語言。1973年，阿爾出版了《BASIC電腦遊戲》，介紹以BASIC編寫的遊戲，當中包含他自製的《蘇美爾遊戲》版本，後來此書更登上暢銷榜。擴充後的遊戲更名為《漢摩拉比》，並增添了遊戲結束時的表現評估:78-79。除了《漢摩拉比》多個版本外，有些模擬遊戲還被當作核心遊戲的擴展而創建，當中包括李·施耐德（Lee Schneider）和托德·沃羅斯（Todd Voros）在1974年製作的《王國》，後來在1976年推出了擴展版《公國》:11。其他衍生遊戲包括詹姆斯·A·史托勒（James A. Storer）的《國王》（1978年）:96和喬治·布蘭克（George Blank）的《聖帕拉維亞和菲奧馬喬》（1978年）。《聖帕拉維亞和菲奧馬喬》在《汉谟拉比》的基本結構中加入城市建設管理概念，使得這些遊戲的原型《蘇美爾遊戲》成為城市建造遊戲的始祖，同時也是早期戰略遊戲。
在早期電子遊戲史中，《蘇美爾遊戲》是作為计算机模拟新用途研究一部分而創建，因此它開創了該媒體多項發展。除了是城市建造遊戲和戰略遊戲的始祖，它還是首款帶有敘事的電子遊戲，以及首款寓教於樂的作品。遊戲設計者梅布爾·阿迪斯也因而被稱作首位女性電子遊戲設計師和首位遊戲編劇。《蘇美爾遊戲》原始代碼已經佚失，但2012年遊戲史學家德文·莫南斯（Devin Monnens）在阿迪斯女兒的協助下，發現遊戲的幻燈片和三份單個遊戲環節打印稿。2015年，莫南斯把這些物品捐贈予斯特朗國家遊戲博物館，並保存在布賴恩薩頓史密斯圖書館暨遊戲檔案館。

## 備註
1. ↑  译名取自《数字游戏设计史》（2021年）[1]。